# Salaam Cinema
Pour plus de détails, voir Fiche technique et Distribution.
Salaam Cinema (en persan : سلام سینما) est un film iranien réalisé par Mohsen Makhmalbaf en 1995.

## Synopsis
Tourné sur le mode du film documentaire, le film débute sur une scène montrant une grande foule en attente devant un studio. À la suite d'une annonce de Makhmalbaf dans un journal demandant 100 acteurs et actrices, des milliers se présentent. Devant une caméra, chacun ou chacune est auditionné(e) pour expliquer la raison de vouloir jouer dans un film.

## Fiche technique
- Titre : Salaam Cinema
- Titre original : سلام سینما
- Réalisation : Mohsen Makhmalbaf
- Scénario : Mohsen Makhmalbaf
- Musique : Shahrdad Rouhani
- Photographie : Mahmoud Kalari
- Montage : Mohsen Makhmalbaf
- Production : Abbas Ranjbar

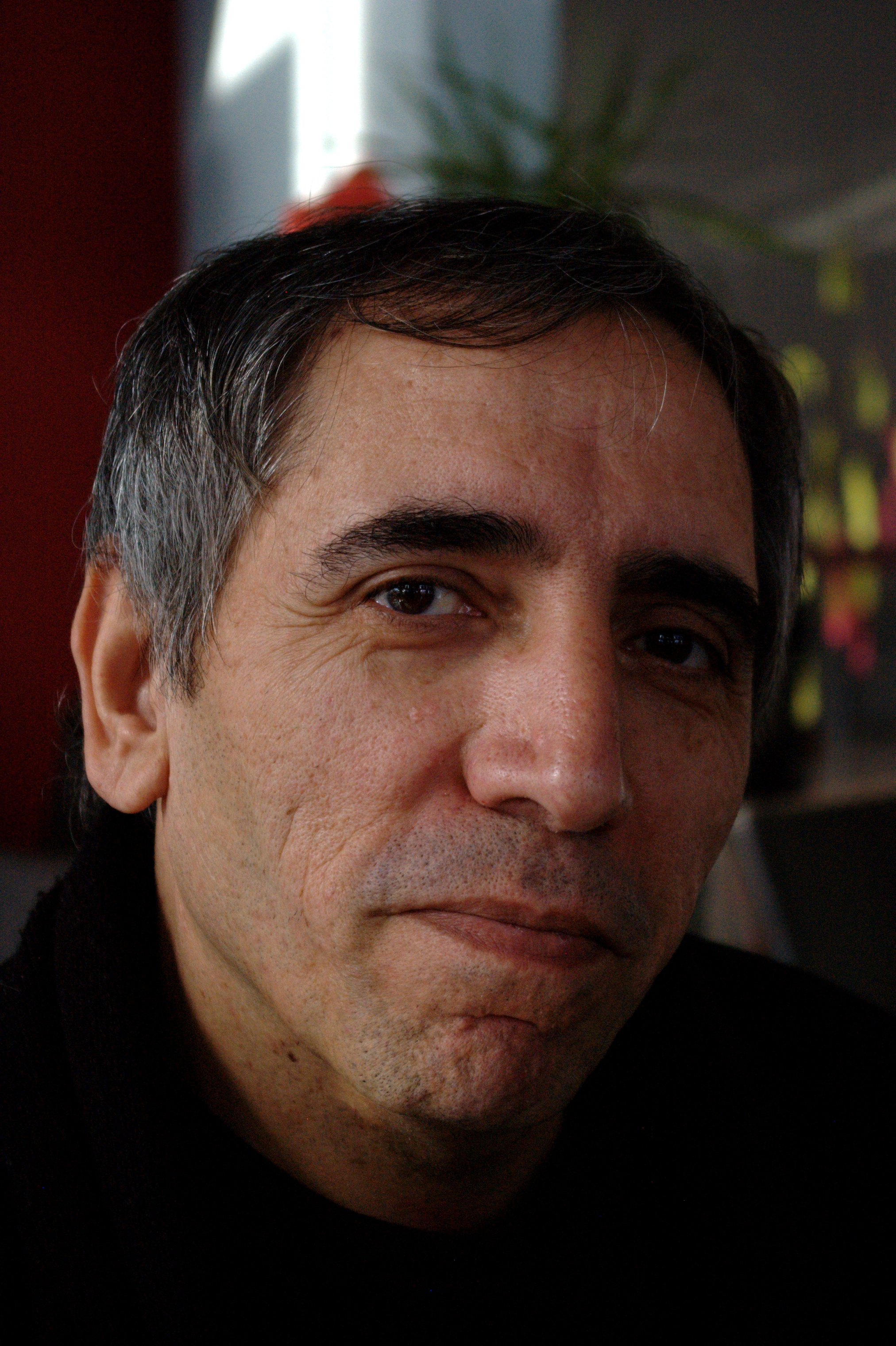
Mohsen Makhmalbaf, réalisateur iranien.

- Société de production : Amoon, Green Film House et Makhmalbaf Film House
- Société de distribution : MKL Distribution (France)
- Pays :  Iran
- Genre : Documentaire
- Durée : 75 minutes
- Dates de sortie : 
  -  Iran : 1er février 1995 (Festival du film de Fajr)
  -  France : 24 mai 1995